# Тютюнники (Вінницький район)
Тютю́нники — село в Україні, у Стрижавській селищній громаді Вінницького району Вінницької області.
Населення за переписом 2001 року становить 283 особи. Поштовий індекс — 23213. Телефонний код — 432. Займає площу 1,4 км².